# Guys with Kids
Guys with Kids è una serie televisiva statunitense creata da Jimmy Fallon, Charlie Grandy e Amy Ozols per la NBC, trasmessa dal 12 settembre 2012.

## Trama
La serie segue le vicende di tre amici trentenni, e delle loro rispettive compagne, i quali dovranno affrontare l'avventura di essere genitori nonostante non siano maturi e pronti.

## Personaggi e interpreti

### Personaggi principali
- Gary, interpretato da Anthony Anderson
- Nick, interpretato da Zach Cregger
- Chris, interpretata da Jesse Bradford
- Marny, interpretato da Tempestt Bledsoe
- Sheila, interpretata da Erinn Hayes
- Emily, interpretato da Jamie-Lynn Sigler

### Personaggi secondari
- Violet, interpretato da Mykayla Sohn
- Clark, interpretato da Brian Mganga
- Yoda, interpretato da Marleik "Mar Mar" Walke

## Episodi
| Stagione       | Episodi | Prima TV USA | Prima TV Italia |
| -------------- | ------- | ------------ | --------------- |
| Prima stagione | 17      | 2012-2013    | inedita         |

## Produzione
La serie è stata ordinata durante gli upfront di maggio dalla NBC. La serie è stata creata e sviluppata da Jimmy Fallon e Charlie Grandy. Nell'episodio pilota, il ruolo di Sheila era stato affidato a Sara Rue, sostituita successivamente da Erinn Hayes. Composta originariamente da 13 episodi, il 15 novembre 2012 NBC ha ordinato quattro episodi aggiuntivi, portando la serie a un totale di diciassette episodi.
Lo show è stato cancellato il 9 maggio 2013 da NBC.